# Furia sciarae
Furia sciarae är en svampart som först beskrevs av Olive, och fick sitt nu gällande namn av Humber 1989. Furia sciarae ingår i släktet Furia och familjen Entomophthoraceae.   Inga underarter finns listade i Catalogue of Life.